# Воля, Вадим Анатольевич
Вадим Анатольевич Воля (настоящее имя — Вадим Анатольевич Головня; род. 14 июля 1964 года, Пятигорск, Ставропольский край) — российский писатель, художник, сценарист, режиссёр, продюсер, в прошлом океанолог, полярник. Автор книг серии «Клара, Дора. Бешеные бабки» и «Аркадий Паровозов спешит на помощь». Один из создателей анимационной студии «Паровоз» и творческой лаборатории «Московский Королевский театр». Публиковался также под литературным псевдонимом Влад Калашников (совместно с Владиславом Тарасовым).

## Биография
Родился в Пятигорске, Ставропольского края. Родители: отец — конструктор, мать — связист, полковник внутренней службы. Детство провел в пос. Болшево, Московской области.
- 1981—1986 — учился на океанологическом факультете Ленинградского Гидрометеорологического института (ЛГМИ), который окончил с отличием.
- 1987—1990 — работал инженером-океанологом в Гидрометцентре СССР.
- 1991 — профессионально занимается литературной деятельностью, а также рекламой, дизайном и анимацией. Как режиссёр и сценарист снимает музыкальные и рекламные клипы («Ногу Свело!», «Бони НЕМ» и др.)
- 1999 — в качестве режиссёра снимает анимационный фильм «Метель» (по мотивам повести А. С. Пушкина).
- 2002—2006 — создаёт книги и анимационный сериал «Клара, Дора. Бешеные бабки», где выступает как автор и режиссёр, а также, совместно с братом, Олегом Головней, выступает продюсером.
- 2011 — настоящее время — вместе с женой, Ольгой-Марией Тумаковой, работает с различными московскими театрами в качестве театрального художника.
- 2012 — создал героя Аркадия Паровозова, космонавта, супергероя и спасателя, анимационный сериал «Аркадий Паровозов спешит на помощь».
- 2014 — создал анимационную студию «Паровоз» вместе с Евгением Головиным и Антоном Сметанкиным.
- 2016 — занимается продюсированием театральных представлений «Московского Королевского театра».

## Достижения
Является автором многих анимационных сериалов студии «Паровоз»: «Бумажки», «Ми-Ми-Мишки», «Волшебный фонарь», «Сказочный патруль», «Лео и Тиг» и др.
- 1994 - первый приз в категории "реклама товара" за видеоклип "Контакт на точке кипения" на IV-м Московском Фестивале Рекламы (Москва, 1994)
- 2000 - первое место в программе "The Best of the World" за фильм "Метель" на Международном анимационном фестивале в Хиросиме (Хиросима, 2000)
- 2000 - приз молодёжного жюри за фильм "Метель" на фестивале "Литература и кино" (Гатчина, 2000)
- 2004 - приз за лучший зарубежный фильм (сериал "Клара, Дора, Бешеные бабки") на фестивале независимых фильмов в Вашингтоне (Вашингтон, 2004)
- 2016 - номинация "Лучшая работы художника по костюмам в музыкальном театре" за мюзикл "Всё о Золушке" Российской национальной театральной премии "Золотая Маска" (Москва, 2016)
- 2016 — Российский мультсериал «Бумажки» стал лауреатом в номинации «Лучший иностранный анимационный сериал» на 9-м Международном анимационном фестивале Xiamen International Animation Festival (Китай).

## Личная жизнь
Женат на художнице Ольге-Марии Тумаковой. Есть сын Максим. Двое детей от первого брака — сын Денис и дочь Алёна.

## Фильмография
- «Метель» (1999) — анимационный фильм (автор сценария, режиссёр, продюсер)
- «Клара, Дора. Бешеные бабки» (2001) — мини-сериал (автор идеи, автор сценария, режиссёр, продюсер)
- «Аркадий Паровозов спешит на помощь» (2012) — мультсериал (автор идеи, автор сценария, актёр, продюсер)
- «Бумажки». Сериал (автор идеи, автор сценария, продюсер)
- «Ми-ми-мишки». Сериал (автор идеи, продюсер)
- «Волшебный фонарь». Сериал (автор идеи, автор сценария, продюсер)
- «Сказочный патруль». Сериал (автор идеи)
- «Лео и Тиг». Сериал (автор сценария)
- «Школа Аркадия Паровозова». Сериал (автор идеи, автор сценария, продюсер, рассказчик)

### Музыкальные клипы
- Ногу Свело! — Клязьма (1999)
- Ногу Свело! — Семь Планет (2000)
- Бони НЕМ — Бу-Ра-То! (2007)

## Театральные работы (художник)
Художник нескольких театральных постановок:
- «Алиса в Зазеркалье» (театр «Мастерская Петра Фоменко», 2010)
- «Обыкновенное чудо» (мюзикл, 2011)
- Универсиада в Казани (церемония открытия, 2013)
- «Всё о Золушке» (мюзикл, 2014)
- «Фетишист» (реж. В. Бархатов, 2015)
- «12 подвигов Гагарина» (Московский Королевский театр, 2015)
- «В Бореньке чего-то нет…» (театр «Квартет И», 2016)
- «Синяя, синяя птица» («Театр наций», 2017)